# Fortaleza EC
Der Fortaleza Esporte Clube ist ein Fußballverein aus der Hauptstadt des brasilianischen Bundesstaates Ceará, der Küstenmetropole Fortaleza. Der am 18. Oktober 1918 gegründete Klub spielt aktuell in der Série A, der höchsten Spielklasse Brasiliens.

## Geschichte
Die Gründung des Vereins geht auf Alcides Santos zurück. Im Februar 1912 gründete er erstmals einen Club namens „Fortaleza“. Zudem war er im Mai 1915 an der Gründung des Stella Foot-Ball Club beteiligt. Am 18. Oktober 1918 wurde schließlich der Fortaleza Sporting Club geschaffen, wie der Verein vor seiner Umbenennung in Fortaleza Esporte Clube hieß.
Im Jahre 1920 war der Verein an der Entstehung einer Vertretung für die regionalen Fußballmannschaften beteiligt und gewann im selben Jahr auch erstmals die Staatsmeisterschaft von Ceará, das sogenannte Campeonato Cearense. Mittlerweile – bis 2007 – konnte der Club diesen Titel 36 Mal gewinnen. Einen überregionalen Titel erreichte der Club bisher nie. Der größte Erfolg war das Erreichen des Finals des Taça Brasil 1960. Nach dem Abstieg aus der ersten brasilianischen Liga 2006 spielte Fortaleza bis 2009 in der Série B. Von 2010 bis 2017 spielte der Klub in der Série C und 2018 wieder in der Série B. In dem Jahr wurde der Klub Meister und schaffte somit den direkten Durchmarsch in die oberste brasilianische Spielklasse für die Saison 2019.

## Schilde
| Schilde - Fortaleza Esporte Clube | Schilde - Fortaleza Esporte Clube | Schilde - Fortaleza Esporte Clube | Schilde - Fortaleza Esporte Clube | Schilde - Fortaleza Esporte Clube | Schilde - Fortaleza Esporte Clube | Schilde - Fortaleza Esporte Clube | Schilde - Fortaleza Esporte Clube |
| 1918                              | 1940s                             | 1940s - 1950s                     | 1940s - 1950s                     | 1960s                             | 2019-                             |                                   |                                   |
| --------------------------------- | --------------------------------- | --------------------------------- | --------------------------------- | --------------------------------- | --------------------------------- | --------------------------------- | --------------------------------- |

## Stadion

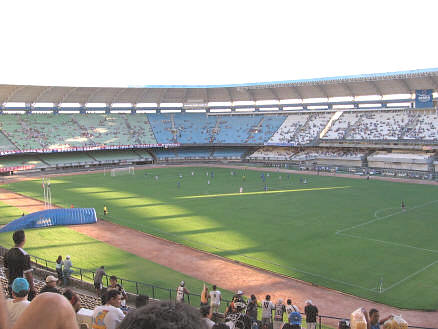
Das „Castelão“

Der Verein trägt seine Heimspiele im Estádio Plácido Aderaldo Castelo aus, das dem Bundesstaat Ceará gehört. Fortaleza teilt sich die Spielstätte, die im Allgemeinen nur „Castelão“ genannt wird, mit dem Lokalrivalen Ceará SC. Das Stadion wurde am 11. November 1973 eingeweiht und bietet rund 60.000 Zuschauern Platz. Das Castelão kam auch bei der Fußball-Weltmeisterschaft 2014 zur Verwendung.

## Kader 2025
Stand: 27. Januar 2025
| Nr. |             | Position | Name               |
| --- | ----------- | -------- | ------------------ |
| 1   | Brasilien   | TW       | João Ricardo       |
| 2   | Brasilien   | AB       | Tinga              |
| 4   | Brasilien   | AB       | Titi               |
| 5   | Argentinien | MF       | Pol Fernández      |
| 6   | Brasilien   | AB       | Bruno Pacheco      |
| 7   | Argentinien | MF       | Tomás Pochettino   |
| 8   | Argentinien | MF       | Emmanuel Martínez  |
| 9   | Argentinien | ST       | Juan Martín Lucero |
| 10  | Brasilien   | MF       | Calebe             |
| 11  | Brasilien   | ST       | Marinho            |
| 12  | Brasilien   | TW       | Brenno             |
| 14  | Argentinien | AB       | Eros Mancuso       |
| 16  | Brasilien   | AB       | Diogo Barbosa      |
| 16  | Brasilien   | MF       | Matheus Rossetto   |
| 17  | Brasilien   | MF       | Zé Welison         |
| 21  | Brasilien   | ST       | Moisés             |
| 22  | Brasilien   | ST       | Yago Pikachu       |
| 23  | Brasilien   | AB       | David Luiz         |

| Nr. |             | Position | Name               |
| --- | ----------- | -------- | ------------------ |
| 25  | Argentinien | AB       | Tomás Cardona      |
| 26  | Brasilien   | ST       | Breno Lopes        |
| 27  | Kolumbien   | ST       | Dylan Borrero      |
| 28  | Brasilien   | MF       | Pedro Augusto      |
| 33  | Argentinien | AB       | Emanuel Brítez     |
| 36  | Brasilien   | AB       | Felipe Jonatan     |
| 37  | Brasilien   | MF       | Kauan              |
| 77  | Venezuela   | MF       | Kervin Andrade     |
| 79  | Brasilien   | ST       | Renato Kayzer      |
| 88  | Brasilien   | MF       | Lucas Sasha        |
|     | Portugal    | AB       | Tobias Figueiredo  |
|     | Brasilien   | ST       | Thiago Galhardo    |
|     | Chile       | AB       | Benjamín Kuscevic  |
|     | Brasilien   | MF       | Edinho             |
|     | Brasilien   | AB       | Marcelo Benevenuto |
|     | Kolumbien   | AB       | Brayan Ceballos    |
|     | Argentinien | AB       | Gastón Ávila       |
|     | Brasilien   | TW       | Magrão             |

## Erfolge
Männer:
- Copa Norte-Nordeste (Nord-Nordostostbrasilianische-Regionalermeisterschaft): 1970
- Staatsmeisterschaft von Ceará: (46×) 1920, 1921, 1923, 1924, 1926, 1927, 1928, 1933, 1934, 1937, 1938, 1946, 1947, 1949, 1953, 1954, 1959, 1960, 1964, 1965, 1967, 1969, 1973, 1974, 1982, 1983, 1985, 1987, 1991, 1992, 2000, 2001, 2002¹, 2003, 2004, 2005, 2007, 2008, 2009, 2010, 2015, 2016, 2019, 2020, 2021, 2022, 2023
- Pokal von Brasilien: Finalist 1960, 1968
- Copa Sudamericana: Finalist 2023
- Campeonato Brasileiro de Futebol – Série B: 2018
- Copa do Nordeste: 2019, 2022, 2024

-¹ per Gerichtsentscheid
Futsal:
- Campeonato Brasileiro de Futsal: 2024

Frauen:
- Staatsmeisterschaft von Ceará: 2010, 2020, 2022

## Bekannte ehemalige Trainer
(unvollständig)
| Name des Trainers | Zeitraum                | Bemerkung                                                                      |
| ----------------- | ----------------------- | ------------------------------------------------------------------------------ |
| Geninho           | 1993                    |                                                                                |
| Paulo Silas       | 2007–2008               |                                                                                |
| Zé Teodoro        | 2010–?                  | • 2010: Staatsmeisterschaft von Ceará                                          |
| Rogério Ceni      | Januar 2018-August 2019 | • Série B: 2018 • Staatsmeisterschaft von Ceará: 2019 • Copa do Nordeste: 2019 |